# Constant Bronckart
Constant Joseph Bronckart (Lijsem, 21 december 1913 – 26 december 1995) was een Belgisch senator.

## Levensloop
Na het doorlopen van lager en middelbaar onderwijs ging Bronckart in januari 1929 aan de slag als loopjongen bij de socialistische mutualiteit van Borgworm. In 1939 behaalde hij via avondschool een diploma boekhouden aan de Belgische Kamer van Boekhouders in Luik.
Tijdens de Tweede Wereldoorlog ging hij op verzoek van vroegere leiders van de door de Duitse bezetters verboden mutualiteiten aan de slag als bestuurder bij de mutualistische kliniek van Seraing en de Luikse federatie van mutualiteiten. In februari 1944 werd Bronckart benoemd tot secretaris-generaal van de Federatie van Socialistische en Syndicale Mutualiteiten (FMSS) van de provincie Luik, op dat moment de tweede grootste mutualiteit van België. Vanuit die hoedanigheid nam hij deel aan verschillende buitenlandse missies. Hij was eveneens lid van de raad van beheer van het Rijksinstituut voor Ziekte- en Invaliditeitsverzekering (RIZIV) en in samenwerking met de Luikse afdeling van de socialistische vakbond FGTB was hij eind jaren 1950 betrokken bij het opzetten van verschillende poliklinieken. In 1958 werd hij in opvolging van Joseph Merlot voorzitter van de coöperatieve apotheken in het arrondissement Luik, een ambt dat hij zou bekleden tot aan zijn pensioen in 1975. Ook in Seraing was hij voorzitter van een coöperatieve apotheek, Les Pharmacies du Peuple. Daarnaast was hij twaalf jaar lang voorzitter van de Commissie van Openbare Onderstand in Crisnée.
Na de voor de socialisten succesvolle verkiezingen van 1954 werd Bronckart verkozen als provinciaal senator voor Luik, een mandaat dat hij uitoefende tot in 1958. Hij was lid van de Senaatscommissies Arbeid en Sociale Voorzorg en Buitenlandse Handel, maar voerde zelden het woord in de hoge assemblee.